# Anne-Caroline Graffe
Anne-Caroline Graffe (ur. 12 lutego 1986 w Papeete) – francuska zawodniczka taekwondo, wicemistrzyni olimpijska, mistrzyni świata i Europy.
Urodziła się na Tahiti. Srebrna medalistka igrzysk olimpijskich w Londynie w 2012 roku w kategorii powyżej 67 kg. Mistrzyni Świata 2011 i Europy 2012 w kategorii powyżej 67 kg.